# Ekotoxikologie

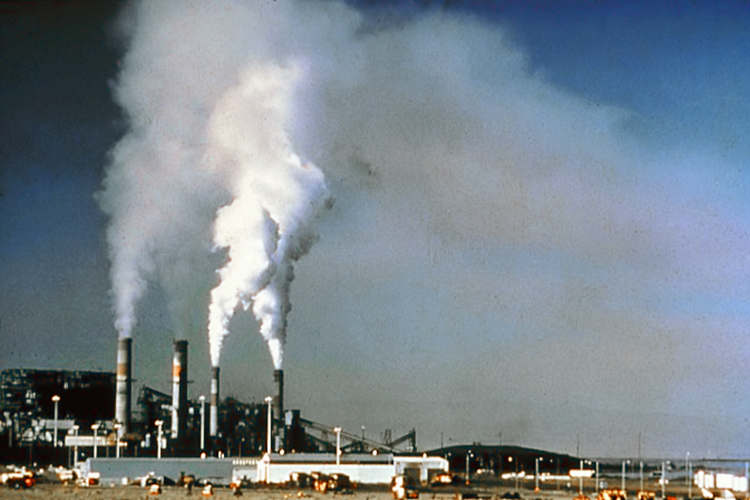
Znečištění ovzduší průmyslovými komíny v USA

Ekotoxikologie je vědní obor studující vliv toxických chemikálií na biologické organismy, zejména na úrovni populací, společenstev, ekosystémů a biosféry. Ekotoxikologie je multidisciplinární obor, který propojuje toxikologii s ekologií.
Cílem ekotoxikologie je odhalit a předpovědět účinky znečištění na populace organismů. Tím lze optimalizovat metody prevence a potlačení škodlivých účinků.
Liší se od environmentální toxikologie tím, že uvažuje účinky stresorů na všech úrovních biologické organizace, od molekulární až po ekosystémy. Zatímco se environmentální toxikologie soustředí hlavně na toxické účinky pro člověka na úrovni organismu a nižší.